# Nagari Taruang-Taruang (Ix Koto Sungai Lasi)
Nagari Taruang-Taruang is een bestuurslaag in het regentschap Solok van de provincie West-Sumatra, Indonesië. Nagari Taruang-Taruang telt 2071 inwoners (volkstelling 2010).